# 김규만
김규만(1905년 4월 5일~1977년 3월 30일)은 대한민국의 정치인이다. 제4대 국회의원을 지냈다.

## 역대 선거 결과
|  | 13.31% |

|  | 29.97% |

|  | 40.13% |